# Temperamento musical

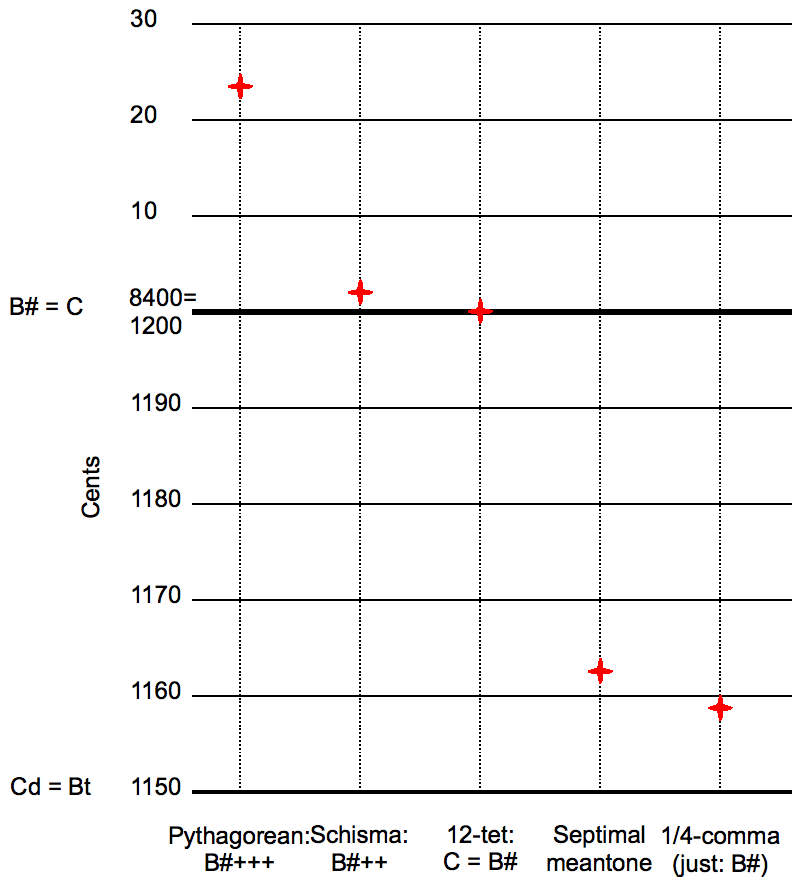
Comparación de notas derivadas o cercanas a doce quintas perfectas (B♯)

En afinación, un temperamento es un sistema de afinación que compromete ligeramente los intervalos puros de temperamento justo para cumplir con otros requisitos. La mayoría de los instrumentos musicales occidentales modernos están afinados en el sistema de temperamento igual. El temperado (o templado) es el proceso de alterar el tamaño de un intervalo haciéndolo más estrecho o más amplio que uno puro. "Cualquier plan que describa los ajustes a los tamaños de algunos o todos de los doce intervalos de quinta en el círculo de quintas para que se adapten a las octavas puras y produzcan ciertos tamaños de tercera mayor se denomina temperamento. El temperamento es especialmente importante para los instrumentos de teclado, que normalmente permiten a un intérprete tocar solo los tonos asignados a las diversas teclas, y carecen de cualquier forma de alterar el tono de una nota en la interpretación. Históricamente, el uso del temperamento justo, de la afinación pitagórica y del temperamento mesotónico significaba que tales instrumentos podían sonar afinados en una tecla, o en algunas teclas, pero luego presentarían una mayor disonancia en otras teclas.

Un acorde anómalo es un acorde que contiene un intervalo que se ha hecho muy agudo o grave con el fin de templar la escala para instrumentos de tonos fijos.
Musical Dictionary (1908)

El desarrollo del buen temperamento permitió que los instrumentos de tono fijo se ejecutaran razonablemente bien en todas las tonalidades. La famosa obra El clave bien temperado de Johann Sebastian Bach aprovecha al máximo este avance, con piezas escritas en las 24 tonalidades mayores y menores. Sin embargo, aunque se evitaron los intervalos desagradables (como la quinta del lobo), los tamaños de los intervalos aún no eran consistentes entre las teclas, por lo que cada tecla aún tenía su propio carácter. Esta variación condujo en el siglo XVIII a un aumento en el uso del temperamento igual, en el que la relación de frecuencia entre cada par de notas adyacentes en el teclado se igualó, lo que permitió que la música se transpusiera entre las teclas sin necesidad de cambiar la relación entre las notas.

## Definición
El temperamento, en la música, la acomodación o ajuste de los sonidos imperfectos transfiriendo una parte de sus defectos a los más perfectos, para remediar, en algún grado, los falsos intervalos de esos instrumentos, cuyos sonidos son fijos; como el órgano, el clavicémbalo, el piano-fuerte, etc. 
 El temperamento es lo que los italianos denominan "participación", o "sistema temperato", porque se basa en la temperatura; es decir, en la disminución de algunos intervalos y aumento de otros, por lo que participa de los sistemas diatónico y cromático.

El temperamento se refiere a los diversos sistemas de afinación para la subdivisión de la octava. Los cuatro sistemas de afinación principales son la afinación pitagórica, la entonación justa, el temperamento de tono medio y el temperamento igual. En la entonación justa, cada intervalo entre dos tonos corresponde a una razón de números enteros entre sus frecuencias, lo que permite intervalos que varían desde la consonancia más alta hasta la más disonante. Por ejemplo, 660 Hz/440 Hz (una proporción de 3:2) constituye una quinta y 880 Hz/440 Hz (2:1) una octava. Dichos intervalos (denominados "justos") tienen estabilidad o pureza en su sonido cuando se reproducen simultáneamente (asumiendo que se reproducen utilizando timbres con armónicos parciales). Si uno de esos tonos se ajusta ligeramente para desviarse del intervalo justo, un oído entrenado puede detectar este cambio por la presencia de batimiento, oscilaciones periódicas en la intensidad de la nota. Si, por ejemplo, se reproducen simultáneamente dos señales de sonido con frecuencias que varían solo 0,5 Hz, ambas señales están desfasadas por un margen muy pequeño, creando las oscilaciones periódicas en la intensidad del sonido final (provocadas por la superposición de ambas señales) con un período de repetición de 2 segundos (siguiendo la ecuación Tr = 1/Δf, siendo Tr el período de repetición y Δf la diferencia de frecuencias entre ambas señales), porque la amplitud de las señales se acopla al coincidir las fases, por lo que tiene un valor máximo de superposición, una vez por cada período de repetición.

### Física acústica
Cuando se toca un instrumento musical con sobretonos armónicos, el oído escucha una forma de onda compuesta que incluye una frecuencia fundamental (por ejemplo, 440 Hz) y esos sobretonos (880 Hz, 1320 Hz, 1760 Hz, etc.), una serie de intervalos justos. La forma de onda de dicho tono (como se muestra en un osciloscopio) se caracteriza por una forma que es compleja en comparación con una forma de onda simple (sinusoidal), pero sigue siendo periódica. Cuando dos tonos se apartan de las proporciones exactas de los números enteros, la forma de onda errática, un fenómeno que puede describirse como desestabilización. A medida que la forma de onda compuesta se vuelve más errática, la consonancia del intervalo también cambia.

### Temperamento en la música
Templar un intervalo implica el uso deliberado de tales ajustes menores (aceptando la mencionada desestabilización) para habilitar posibilidades musicales que no son prácticas usando solo la entonación. El ejemplo más conocido de este procedimiento es el uso de la igualdad de temperamento para abordar los problemas de los temperamentos más antiguos, lo que permite una afinación constante de los teclados y de los instrumentos con trastes y permite la composición musical y la modulación entre las diversas teclas.

## Temperamento mesotónico
Antes de que el temperamento mesotónico se usara ampliamente en la música del Renacimiento, el sistema de afinación más utilizado era la afinación pitagórica, un sistema de entonación justa que afinaba cada nota en una escala a partir de una progresión de quintas perfectas puras. Era un sistema bastante adecuado para gran parte de la práctica armónica hasta entonces (véase: cuarta y quinta armónicas), pero en el Renacimiento, los músicos empezaron a utilizar la armonía tercera. La tercera mayor de la afinación pitagórica difería de una tercera mayor en una cantidad conocida como coma sintónica, que a los músicos de la época les resultaba molesto.
Su solución, presentada por Pietro Aaron a principios del siglo XVI, y denominada temperamento mesotónico (o temperamento mesotónico de cuarta de coma), fue templar el intervalo de una quinta perfecta ligeramente más estrecha que en la entonación simple, y luego proceder de manera muy similar a la afinación pitagórica, pero usando esta quinta templada en lugar de la justa. Con la cantidad correcta de templado, la coma sintónica se elimina de sus tercios principales, haciéndolos justos. Este compromiso, sin embargo, deja todas las quintas en este sistema de ajuste con un ligero batimiento. Sin embargo, debido a que una secuencia de cuatro quintas constituye una tercera, este efecto de batimiento en las quintas es solo un cuarto del efecto en las terceras de la afinación pitagórica, por lo que los músicos del Renacimiento lo consideraron un compromiso muy aceptable.
La afinación pitagórica también tuvo un segundo problema que un temperamento no resuelve, que es el problema de modulación, que está restringido porque ambos tienen un círculo de quintas roto. Una serie de 12 quintas como en la afinación pitagórica no vuelve al tono original, sino que se diferencia por una coma pitagórica, lo que hace que esa área tonal del sistema sea más o menos inutilizable. En el temperamento mesotónico, este efecto es aún más pronunciado (la quinta sobre la ruptura del círculo se conoce como quinta del lobo, ya que su intenso batimiento se comparó con un aullido). El uso del temperamento igual a 53 proporciona una solución para la afinación de Pitágoras y el del temperamento igual a 31 para la afinación mesotónica.

## Buen temperamento y temperamento igual
La entonación justa tiene el problema de que no puede modular una tecla diferente (un medio de expresión muy común en todo el período de la práctica común de la música) sin descartar muchos de los tonos usados en la tonalidad anterior. Por lo tanto, para cada tonalidad a la que el músico desea modular, el instrumento debe disponer de alguna cuerda o traste más, lo que al construir un instrumento puede resultar muy poco práctico.
Buen temperamento es el nombre que se le da a una variedad de diferentes sistemas que se emplearon para resolver este problema, en el que algunas teclas están más afinadas que otras, pero todas pueden usarse. Este fenómeno da lugar a infinitos matices de colores clave, que se pierden en la versión estándar moderna: temperamento igual de 12 tonos (12-TET). A diferencia del temperamento mesotónico, que altera la quinta para moderar la coma sintónica, 12-TET modera la coma pitagórica, creando así un ciclo de quintas que se repite exactamente después de 12 pasos. Esto permitió que los intervalos de la armonía tercera, terceras y quintas, estuvieran bastante cerca de sus contrapartes justas (las quintas batían casi imperceptiblemente, las tercias un poco más suaves que el batido sintónico de la afinación pitagórica), al tiempo que permitía la libertad de modular cualquier tecla y por varios medios (por ejemplo, con un tono común o una modulación enarmónica, véase modulación). Esta libertad de modulación también permitió un uso sustancial de relaciones armónicas más distantes, como el acorde de sexta napolitana, que se volvió muy importante para los compositores de música del Romanticismo en el siglo XIX.

## Escalas de temperamento igual de uso frecuente
- Temperamento igual de 12 tonos
- Temperamento igual de 15 tonos
- Temperamento igual de 17 tonos
- Temperamento igual de 19 tonos
- Temperamento igual de 22 tonos
- Temperamento igual de 31 tonos
- Temperamento igual de 34 tonos
- Temperamento igual de 41 tonos
- Temperamento igual de 53 tonos
- Temperamento igual de 72 tonos

## Lecturas relacionadas
- Barbour, J. Murray.  Afinación y temperamento: un estudio histórico . East Lansing: Michigan State College Press, 1953.
- Jorgensen, Owen.  Afinación: Contiene la perfección del temperamento del siglo XVIII; El arte perdido del temperamento del siglo XIX; and The Science of Equal Temperament.  Prensa de la Universidad Estatal de Michigan, 1991. ISBN 0-87013-290-3
- Miller, Willis G.  The Effects of Non-Equal Temperament on Chopin's Mazurkas.  Tesis de doctorado, Universidad de Houston, octubre de 2001.
- Pressler, James.  El temperamental Sr. Purcell.  Frog Music Press, UPC 883629638829
- Steblin, Rita.  Una historia de características clave en el siglo XVIII y principios del XIX . Prensa de investigación UMI, Ann Arbor, 1983.